# Варшавский, Марк Абрамович
Марк Абрамович Варшавский (1845, Полтава — 17 июля 1922, Париж) — российский промышленник и предприниматель, сахарозаводчик, общественный деятель, купец 1-й гильдии, потомственный почётный гражданин, коммерции советник, член правления Русско-Английского банка, председатель Акционерного общества дешевых квартир для еврейского населения, председатель ЦК ЕКО.

## Биография
Родился в 1845 году в Полтаве в семье Абрама Моисеевича Варшавского.
Окончил Петербургский университет.
Председатель правления акционерных обществ «Гергард и Гей» и «Строитель», Товарищества Богатовских сахарных заводов и других. Состоял членом совета Русско-английского банка и Русско-английской торговой палаты. Директор правления общества Московско-Брестской железной дороги.
С 1897 года — член комитета Общества для распространения Просвещения между евреями в России. С конца 1910 года (после отставки Ц. Г. Гинцбурга) и до 1918 года —  председатель правления Хоральной синагоги и еврейской общины Петрограда. Возглавлял ЕКО в России, акционерное Общество гигиеничных дешевых квартир для еврейского населения, в 1908—1910 годах входил в состав Попечительского комитета Курсов востоковедения барона Давида Гинцбурга. В 1915 году организовал Комитет по оказанию помощи семьям воинов-евреев.
Умер 17 июля 1922 года в Париже.